# Rodrigo Alonso Pimentel y Téllez de Meneses
Rodrigo Alonso Pimentel y Téllez de Meneses (? - m. 27 d'octubre de 1440) va ser un noble castellà, comte de Benavente, senyor de Mayorga i Villalón.
Fill dels comtes Juan Alonso Pimentel i Juana de Meneses. Va servir al rei Joan II de Castella, va estar present durant les guerres contra els musulmans a Granada el 1431. També va actuar com a ambaixador el 1420 davant el rei de França Carles VI, al costat de Diego de Anaya, arquebisbe de Sevilla. Progressivament va anar augmentant els seus estats, pels seus mèrits, va rebre el 1430 la vila de Mayorga, de la qual el seu primogènit en seria el primer comte, i el 1434 la de Villalón.
Es va casar amb Leonor Enríquez el 1410, amb la qual van tenir la següent descendència:
- Juan Alfonso (m. 1437)
- Alfonso (m. 1461)
- Juana (m. 1484)
- Beatriz (1416-1490)
- Leonor (?)[2]